# Abyssochrysos melanioides
Abyssochrysos melanioides is een slakkensoort uit de familie van de Abyssochrysidae. De wetenschappelijke naam van de soort is voor het eerst geldig gepubliceerd in 1927 door Tomlin.